# Everybody's Talking
Everybody's Talking er en dansk musikgruppe bestående af Billy Cross, Jimmy Colding og Lars Maasbøl, der blev dannet i 2002.
Repertoiret er hovedsageligt coverversioner af etablerede pop-rock-numre som Peter Framptons “Baby, I Love Your Way”, Eric Claptons “Lay Down Sally”, Merle Haggards “Mamma Tried”, David Bowies “Changes” og Bob Dylans “Mighty Quinn”. Musikken har et akustisk præg.

## Diskografi
- Everybody's Talking (2005)
- Talk Of The Town (2007)
- Now We're Talking (2010)
- We Need To Talk